# Побрђе (Рашка)
Побрђе је насеље у Србији у општини Рашка у Рашком округу. Према попису из 2022. било је 332 становника.

## Демографија
У насељу Побрђе живи 788 пунолетних становника, а просечна старост становништва износи 40,1 година (40,3 код мушкараца и 40,0 код жена). У насељу има 329 домаћинстава, а просечан број чланова по домаћинству је 2,95.
Ово насеље је великим делом насељено Србима (према попису из 2002. године).
|  |

| Демографија | Демографија | Демографија |
| Година      | Становника  | Становника  |
| ----------- | ----------- | ----------- |
| 1948.       | 628         |             |
| 1953.       | 584         |             |
| 1961.       | 832         |             |
| 1971.       | 716         |             |
| 1981.       | 696         |             |
| 1991.       | 983         | 981         |
| 2002.       | 972         | 980         |

| Етнички састав према попису из 2002.‍ | Етнички састав према попису из 2002.‍ | Етнички састав према попису из 2002.‍ | Етнички састав према попису из 2002.‍ | Етнички састав према попису из 2002.‍ |
| ------------------------------------ | ------------------------------------ | ------------------------------------ | ------------------------------------ | ------------------------------------ |
|                                      |                                      |                                      |                                      |                                      |
| Срби                                 | Срби                                 |                                      | 958                                  | 98,55%                               |
| Југословени                          | Југословени                          |                                      | 7                                    | 0,72%                                |
| Бугари                               | Бугари                               |                                      | 3                                    | 0,30%                                |
| Црногорци                            | Црногорци                            |                                      | 2                                    | 0,20%                                |
| непознато                            | непознато                            |                                      | 2                                    | 0,20%                                |

| Година пописа     | 1948. | 1953. | 1961. | 1971. | 1981. | 1991. | 2002. |
| ----------------- | ----- | ----- | ----- | ----- | ----- | ----- | ----- |
| Број домаћинстава | 123   | 96    | 191   | 194   | 203   | 287   | 329   |

| Број чланова      | 1  | 2  | 3  | 4  | 5  | 6  | 7 | 8 | 9 | 10 и више | Просек |
| ----------------- | -- | -- | -- | -- | -- | -- | - | - | - | --------- | ------ |
| Број домаћинстава | 59 | 84 | 53 | 97 | 21 | 12 | 3 | 0 | 0 | 0         | 2,95   |

| Пол    | Укупно | Неожењен/Неудата | Ожењен/Удата | Удовац/Удовица | Разведен/Разведена | Непознато |
| ------ | ------ | ---------------- | ------------ | -------------- | ------------------ | --------- |
| Мушки  | 413    | 110              | 273          | 23             | 7                  | 0         |
| Женски | 423    | 88               | 277          | 52             | 6                  | 0         |
| УКУПНО | 836    | 198              | 550          | 75             | 13                 | 0         |

| Пол    | Укупно                    | Пољопривреда, лов и шумарство | Рибарство                            | Вађење руде и камена | Прерађивачка индустрија       |
| ------ | ------------------------- | ----------------------------- | ------------------------------------ | -------------------- | ----------------------------- |
| Мушки  | 205                       | 3                             | 0                                    | 62                   | 86                            |
| Женски | 122                       | 0                             | 0                                    | 13                   | 49                            |
| УКУПНО | 327                       | 3                             | 0                                    | 75                   | 135                           |
| Пол    | Производња и снабдевање   | Грађевинарство                | Трговина                             | Хотели и ресторани   | Саобраћај, складиштење и везе |
| Мушки  | 2                         | 3                             | 9                                    | 3                    | 7                             |
| Женски | 1                         | 1                             | 15                                   | 3                    | 2                             |
| УКУПНО | 3                         | 4                             | 24                                   | 6                    | 9                             |
| Пол    | Финансијско посредовање   | Некретнине                    | Државна управа и одбрана             | Образовање           | Здравствени и социјални рад   |
| Мушки  | 0                         | 10                            | 9                                    | 4                    | 0                             |
| Женски | 1                         | 4                             | 3                                    | 10                   | 16                            |
| УКУПНО | 1                         | 14                            | 12                                   | 14                   | 16                            |
| Пол    | Остале услужне активности | Приватна домаћинства          | Екстериторијалне организације и тела | Непознато            | Непознато                     |
| Мушки  | 1                         | 0                             | 0                                    | 6                    | 6                             |
| Женски | 2                         | 0                             | 0                                    | 2                    | 2                             |
| УКУПНО | 3                         | 0                             | 0                                    | 8                    | 8                             |